# 2014澳門特首選舉民間公投
2014澳門特首選舉民間公投是指由澳門三個民主團體澳門良心、澳門青年動力與開放澳門協會主辦，在2014年8月24至2014年8月31日舉行的非正式公投活動。投票內容包括澳門居民對2019年實行普選行政長官的意向，以及對2014年澳門特別行政區長官選舉唯一候選人特首崔世安的信度。在公佈活動內容後，澳門特區政府及中聯辦罕有地發聲明指公投屬違法行為，其後更有多名公投工作人員及記者被警方拘捕。民間公投於2014年8月31日結束，總投票人數為8,688人，結果顯示近96%投票者支持2019年澳門特別行政區行政長官由普選產生，有近90%投票者不信任2014澳門行政長官選舉唯一候選人崔世安。同日崔世安以唯一候選人身份，在正式的選舉中獲得380票，連任澳門第四屆行政長官。

## 公開諮詢
2014年7月7日，澳門良心、澳門青年動力與開放澳門協會宣布成立「特首選舉民間公投管理委員會」，並於即日起至7月19日對公投計劃及命題進行諮詢，市民可透過網站及參與公開論壇發表意見。開放澳門協會理事長周庭希指出，公開諮詢的目的是「確保公投可進行得科學與透明」，又認為澳門大部份市民對行政長官的選舉方法認知不足，民間公投會給予澳門市民模擬行使公民權利的機會，加深市民對現行政治制度的認識。管理委員會亦就投票資格向市民作公開諮詢，詢問最低投票年齡是18歲還是16歲持有澳門居民身份證之居民。

## 投票安排
民間公投管理委員會在公開諮詢結束後，在2014年7月24日公佈投票詳情：

### 投票內容
- 命題一：你是否贊成2019年澳門特別行政區行政長官由普選產生？
  - 答案A：贊成
  - 答案B：不贊成
  - 答案C：棄權
- 命題二：你是否信任2014澳門行政長官選舉唯一候選人崔世安成為行政長官？
  - 答案A：信任
  - 答案B：不信任
  - 答案C：棄權

### 投票時間及方式
電子投票於2014年8月24日凌晨 00:00 至 31日中午 12:00 進行，另設有五個實體投票票站於 2014年8月24日及30日 早上 11:00時 至 晚上21:00 開放。

## 宣傳受阻
民間公投管理委員會原定於2014年7月24日，即公投前一個月起開展宣傳活動，並於澳門各區巡迴設立宣傳街站，但卻被民政總署以民間公投是對「憲制和《基本法》的挑戰及破壞」駁回場地申請。開放澳門協會理事長周庭希其後於民署大樓抗議有關決定，指出民署的做法濫權。同時，委員會亦宣佈將於8月1日起展開毋需佔用公共地方的街頭宣傳行動，即包括派傳單、展示流動旗幟及轉至網上平台宣傳。

## 投票結果
民間公投於8月31日結束，總投票人數為8,688人，8,259名投票者(96.5%)贊成2019年澳門行政長官由普選產生，7,762名投票者(89.3%)對2014澳門行政長官選舉唯一候選人崔世安不信任。

## 評論和爭議

### 分化社會及辜負中央政府信任
澳門立法會官委議員暨澳門大學法律系教授唐曉晴在立法會全體會議上稱，民間公投是「分化社會，破壞社會安寧，辜負中央政府對澳門特區的信任和支持，結果將本澳推向與中央對立的位置」，民間公投發起人是「明知法律上不可為而為之」。

### 政治打壓
時事評論員黃東認為，澳門特區政府對民間公投的打壓是自一九六六年「一二·三事件」以來最嚴重的一次，令澳門的民主自由「倒退了半個世紀」。